# Kongolesische Davis-Cup-Mannschaft
Die kongolesische Davis-Cup-Mannschaft ist die Tennisnationalmannschaft Kongos, die das Land im Davis Cup vertritt.

## Geschichte
Die Republik Kongo nahm 1991 erstmals am Davis Cup teil. Nach 19 Niederlagen in Serie konnte die Mannschaft 1995 gegen Äthiopien erstmals, und bisher zum einzigen Mal, eine Begegnung für sich entscheiden (2:1). Es folgten elf weitere Niederlagen bis Ende 1997. Während der nächsten 13 Jahre nannte das Land nicht für den Bewerb. Erst 2010 trat wieder eine kongolesische Mannschaft an, welche jedoch alle vier Begegnungen verlor. Seither nannte das Land nicht mehr für den Davis Cup. Insgesamt konnte das Team bisher 8 Matches gewinnen und unterlag in 97 Spielen.
Erfolgreichster Spieler ist bisher Alain Bemba mit 5 Siegen und 35 Niederlagen. Er ist gleichzeitig Rekordspieler, mit Antritten bei 29 Begegnungen während sieben Jahren.